# Indonezijski bajau (jezik)
Indonezijski bajau jezik (badjaw, badjo, bajao, bajo, bayo, gaj, luaan, lutaos, lutayaos, orang laut, sama, turije’ne’; ISO 639-3: bdl), austronezijski jezik uže skupine sama bajaw kojim govori 150 000 (2007 SIL) ljudi na Molucima i Celebesu (Sulawesi) u Indoneziji.
Ima više dijalekata: jampea, same’, matalaang, sulamu, kajoa, roti, jaya bakti, poso, togian 1, togian 2 i wallace. Pripadnici etničke grupe Badjo ili Bajau žive u kućama podignutim iznad mora, nazivaju ih i kolektivnim nazivom 'Morski Cigani'. 

## Vanjske poveznice
- Ethnologue (14th)
- Ethnologue (15th)